# Agrostis salsa
Agrostis salsa är en gräsart som beskrevs av Sergei Ivanovitsch Korshinsky. Agrostis salsa ingår i släktet ven, och familjen gräs. Inga underarter finns listade i Catalogue of Life.